# Saison 2010 de l'équipe cycliste Garmin-Transitions
La saison 2010 de l'équipe cycliste Garmin-Transitions est la sixième de l'équipe. Elle débute en janvier lors du Tour Down Under. En tant qu'équipe ProTour, elle participe au calendrier de l'UCI ProTour. L'équipe termine à la 6e place du classement mondial UCI.
En raison de l'arrêt de l'équipe Cervélo Test, l'équipe récupère pour la saison 2011 le sponsor Cervélo, ainsi que plusieurs coureurs dont le champion du monde Thor Hushovd.

## Préparation de la saison 2010

### Arrivées et départs
| Arrivées           | Équipe 2009          |
| ------------------ | -------------------- |
| Jack Bobridge      | Jayco-AIS            |
| Kirk Carlsen       | Felt-Holowesko       |
| Murilo Fischer     | Liquigas             |
| Robert Hunter      | Barloworld           |
| Fredrik Kessiakoff | Fuji-Servetto        |
| Michel Kreder      | Rabobank Continental |
| Travis Meyer       | Jayco-AIS            |
| Peter Stetina      | Felt-Holowesko       |
| Johan Vansummeren  | Silence-Lotto        |
| Matthew Wilson     | Type 1               |

| Départs            | Équipe 2010              |
| ------------------ | ------------------------ |
| Blake Caldwell     | Felt-Holowesko           |
| Hans Dekkers       | Landbouwkrediet          |
| Jason Donald       | Ouch-Bahati Foundation   |
| Huub Duyn          | NetApp                   |
| Lucas Euser        | SpiderTech-Planet Energy |
| Michael Friedman   | Jelly Belly-Kenda        |
| William Frischkorn | retraite                 |
| Kilian Patour      | UC Orléans               |
| Christopher Sutton | Sky                      |
| Bradley Wiggins    | Sky                      |

## Coureurs et encadrement technique

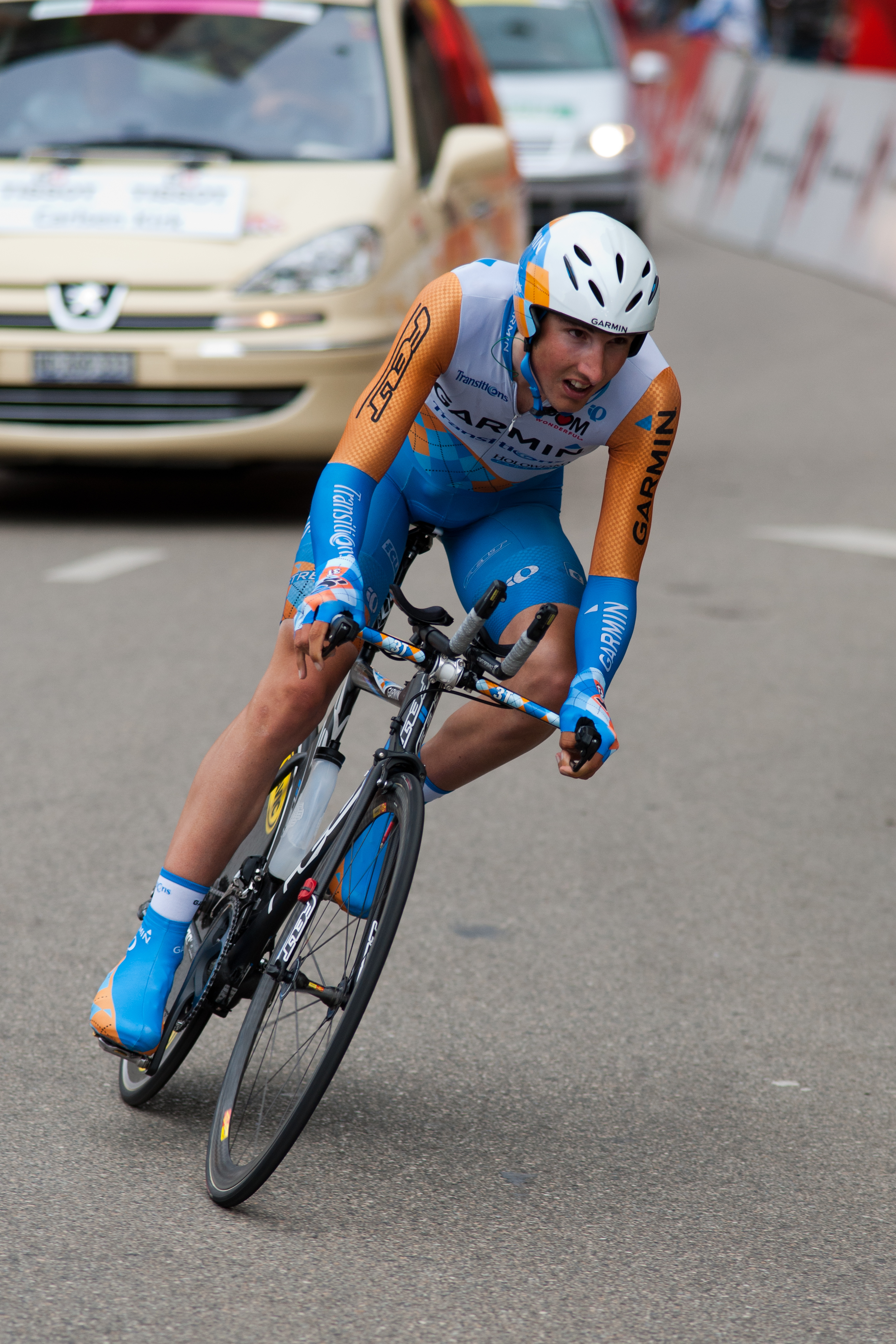
Kirk Carlsen pendant la 3e étape du Tour de Romandie 2010.

### Effectif
| Cycliste              | Date de naissance | Nationalité      | Équipe 2009                  |
| --------------------- | ----------------- | ---------------- | ---------------------------- |
| Jack Bobridge         | 13 juillet 1989   | Australie        | Jayco-AIS                    |
| Kirk Carlsen          | 25 mai 1987       | États-Unis       | Felt-Holowesko               |
| Steven Cozza          | 3 mars 1985       | États-Unis       | Garmin-Slipstream            |
| Tom Danielson         | 13 mars 1978      | États-Unis       | Garmin-Slipstream            |
| Julian Dean           | 28 janvier 1975   | Nouvelle-Zélande | Garmin-Slipstream            |
| Timothy Duggan        | 14 novembre 1982  | États-Unis       | Garmin-Slipstream            |
| Tyler Farrar          | 2 juin 1984       | États-Unis       | Garmin-Slipstream            |
| Murilo Fischer        | 16 juin 1979      | Brésil           | Liquigas                     |
| Ryder Hesjedal        | 9 décembre 1980   | Canada           | Garmin-Slipstream            |
| Robert Hunter         | 22 avril 1977     | Afrique du Sud   | Barloworld                   |
| Fredrik Kessiakoff    | 17 mai 1980       | Suède            | Fuji-Servetto                |
| Michel Kreder         | 15 août 1987      | Pays-Bas         | Rabobank Continental         |
| Trent Lowe            | 8 octobre 1984    | Australie        | Garmin-Slipstream            |
| Martijn Maaskant      | 27 juillet 1983   | Pays-Bas         | Garmin-Slipstream            |
| Daniel Martin         | 20 août 1986      | Irlande          | Garmin-Slipstream            |
| Christian Meier       | 21 février 1985   | Canada           | Garmin-Slipstream            |
| Cameron Meyer         | 11 janvier 1988   | Australie        | Garmin-Slipstream            |
| Travis Meyer          | 8 juin 1989       | Australie        | Jayco-AIS                    |
| David Millar          | 4 janvier 1977    | Royaume-Uni      | Garmin-Slipstream            |
| Danny Pate            | 24 mars 1979      | États-Unis       | Garmin-Slipstream            |
| Thomas Peterson       | 24 décembre 1986  | États-Unis       | Garmin-Slipstream            |
| Peter Stetina         | 8 août 1987       | États-Unis       | Felt-Holowesko               |
| Svein Tuft            | 9 mai 1977        | Canada           | Garmin-Slipstream            |
| Ricardo van der Velde | 19 février 1987   | Pays-Bas         | Garmin-Slipstream            |
| Christian Vande Velde | 22 mai 1976       | États-Unis       | Garmin-Slipstream            |
| Johan Vansummeren     | 4 février 1981    | Belgique         | Silence-Lotto                |
| Matthew Wilson        | 1er octobre 1977  | Australie        | Type 1                       |
| David Zabriskie       | 12 janvier 1979   | États-Unis       | Garmin-Slipstream            |
| Stagiaire             | Date de naissance | Nationalité      | Équipe 2010                  |
| Caleb Fairly          | 19 février 1987   | États-Unis       | Felt-Holowesko               |
| Raymond Kreder        | 26 novembre 1989  | Pays-Bas         | Felt-Holowesko               |
| Andrew Talansky       | 23 novembre 1988  | États-Unis       | California Giant Berry Farms |

## Bilan de la saison

### Victoires
| Date       | Course                                         | Pays       | Classe | Vainqueur       |
| ---------- | ---------------------------------------------- | ---------- | ------ | --------------- |
| 06/01/2010 | Championnat d'Australie du contre-la-montre    | Australie  | CN     | Cameron Meyer   |
| 10/01/2010 | Championnat d'Australie sur route              | Australie  | CN     | Travis Meyer    |
| 03/03/2010 | 1re étape du Tour de Murcie                    | Espagne    | 2.1    | Robert Hunter   |
| 04/03/2010 | 2e étape du Tour de Murcie                     | Espagne    | 2.1    | Robert Hunter   |
| 28/03/2010 | 3e étape du Critérium international            | France     | 2.HC   | David Millar    |
| 01/04/2010 | 3ea étape des Trois Jours de La Panne          | Belgique   | 2.HC   | Tyler Farrar    |
| 01/04/2010 | 3eb étape des Trois Jours de La Panne          | Belgique   | 2.HC   | David Millar    |
| 01/04/2010 | Classement général des Trois Jours de La Panne | Belgique   | 2.HC   | David Millar    |
| 07/04/2010 | Grand Prix de l'Escaut                         | Belgique   | 1.HC   | Tyler Farrar    |
| 09/05/2010 | 2e étape du Tour d'Italie                      | Italie     | HIS    | Tyler Farrar    |
| 18/05/2010 | 10e étape du Tour d'Italie                     | Italie     | HIS    | Tyler Farrar    |
| 18/05/2010 | 3e étape du Tour de Californie                 | États-Unis | 2.HC   | David Zabriskie |
| 23/05/2010 | 8e étape du Tour de Californie                 | États-Unis | 2.HC   | Ryder Hesjedal  |
| 13/06/2010 | Classement général du Delta Tour Zeeland       | Pays-Bas   | 2.1    | Tyler Farrar    |
| 25/06/2010 | Championnat du Canada du contre-la-montre      | Canada     | CN     | Svein Tuft      |
| 27/06/2010 | Championnat du Brésil sur route                | Brésil     | CN     | Murilo Fischer  |
| 05/08/2010 | 5e étape du Tour de Pologne                    | Pologne    | PT     | Daniel Martin   |
| 07/08/2010 | Classement général du Tour de Pologne          | Pologne    | PT     | Daniel Martin   |
| 07/08/2010 | 5e étape du Tour du Danemark                   | Danemark   | 2.HC   | Svein Tuft      |
| 15/08/2010 | Vattenfall Cyclassics                          | Allemagne  | PT     | Tyler Farrar    |
| 17/08/2010 | Trois vallées varésines                        | Italie     | 1.HC   | Daniel Martin   |
| 17/08/2010 | Prologue de l'Eneco Tour                       | Pays-Bas   | PT     | Svein Tuft      |
| 22/08/2010 | 5e étape de l'Eneco Tour                       | Pays-Bas   | PT     | Jack Bobridge   |
| 01/09/2010 | 5e étape du Tour d'Espagne                     | Espagne    | HIS    | Tyler Farrar    |
| 19/09/2010 | 21e étape du Tour d'Espagne                    | Espagne    | HIS    | Tyler Farrar    |
| 17/10/2010 | Chrono des Nations-Les Herbiers-Vendée         | France     | 1.1    | David Millar    |
| 24/10/2010 | Japan Cup                                      | Japon      | 1.HC   | Daniel Martin   |

### Résultats sur les courses majeures
Les tableaux suivants représentent les résultats de l'équipe dans les principales courses du calendrier international (les cinq classiques majeures et les trois grands tours). Pour chaque épreuve est indiqué le meilleur coureur de l'équipe, son classement ainsi que les accessits glanés par Garmin-Transitions sur les courses de trois semaines.

#### Classiques
| Classique            | Milan-San Remo     | Tour des Flandres | Paris-Roubaix          | Liège-Bastogne-Liège | Tour de Lombardie     |
| -------------------- | ------------------ | ----------------- | ---------------------- | -------------------- | --------------------- |
| Coureur (classement) | Tyler Farrar (42e) | Tyler Farrar (5e) | Martijn Maaskant (22e) | Ryder Hesjedal (12e) | Thomas Danielson (8e) |

#### Grands tours
| Grand tour           | Tour d'Italie                       | Tour de France      | Tour d'Espagne                      |
| -------------------- | ----------------------------------- | ------------------- | ----------------------------------- |
| Coureur (classement) | Daniel Martin (57e)                 | Ryder Hesjedal (6e) | Nicolas Roche (6e)                  |
| Accessits            | 2 victoires d'étapes (Tyler Farrar) | -                   | 2 victoires d'étapes (Tyler Farrar) |

### Classement UCI
L'équipe Garmin-Transitions termine à la sixième place du Calendrier mondial avec 849 points. Ce total est obtenu par l'addition des points des cinq meilleurs coureurs de l'équipe au classement individuel que sont Ryder Hesjedal, 7e avec 317 points, Tyler Farrar, 10e avec 306 points, Daniel Martin, 49e avec 106 points, Thomas Danielson, 74e avec 44 points, et Svein Tuft, 83e avec 56 points,.
| Rang | Coureur          | Points |
| ---- | ---------------- | ------ |
| 7    | Ryder Hesjedal   | 317    |
| 10   | Tyler Farrar     | 306    |
| 49   | Daniel Martin    | 106    |
| 74   | Thomas Danielson | 64     |
| 83   | Svein Tuft       | 56     |
| 104  | Julian Dean      | 38     |
| 107  | Michel Kreder    | 34     |
| 143  | Robert Hunter    | 15     |
| 162  | David Millar     | 10     |
| 198  | Jack Bobridge    | 6      |
| 215  | Martijn Maaskant | 4      |
| 220  | David Zabriskie  | 4      |